# حالت دستوری
در دستور زبان، حالَت ابزاری است که نقش دستوری یک واژه در جمله را نشان می‌دهد. برای نمونه با استفاده از حالت، می‌توان فهمید که آیا یک اسم (نام‌واژه) در یک جمله، فاعل است، مفعول است یا نقش مِلکی دارد.
حالت‌ها معمولاً با چسبیدن یک وند ویژه به واژه یا به عبارت دیگر «صرف شدن یک اسم یا صفت» پدید می‌آیند. حالت، در زبان‌های تصریفی و پیوندی موجود است. حالت دستوری در بسیاری از زبان‌های جهان دیده می‌شود. زبان‌هایی مانند فنلاندی (با ۱۶ حالت دستوری) و مجاری از پرحالت‌ترین زبان‌های دنیا هستند.
حالت‌نمایی یکی از روش‌های مورد استفاده در زبان‌های مختلف برای نشان دادن ارتباط نحوی میان عناصر جمله است. حالت به نظام نشان دادن اسم‌های وابسته برای نوع رابطه که با هسته دارند گفته می‌شود و برای نشان دادن رابطه یک اسم با فعل در سطح‌بند یا رابطه یک اسم با حرف اضافه یا اسم دیگر درصد گروه به کار می‌رود.
در سطح‌بند یا جمله، وابسته‌های فعل شامل موضوع‌های وابسته به ظرفیت فعل و افزوده‌های غیر وابسته به ظرفیت فعل هستند. همه این وابسته‌ها ممکن است با استفاده از حالت‌نماها نشان داده شود.
دو نظام حالت‌نمایی فاعلی-مفعولی و کنایی-مطلق بیشترین کاربرد را در زبان‌های دنیا دارند و از میان این دو نظام، نظام حالت فاعلی-مفعولی در میان زبان‌های دنیا به مراتب بی‌نشان‌تر از نظام حالت کنایی-مطلق است.
این دو نظام در زبان‌های ایرانی نیز پرکاربرد هستند و در جملات ساخته شده با زمان حال، در بسیاری از زبان‌های ایرانی از نظام حالت فاعلی-مفعولی پیروی می‌شود.

## سطح‌های نشانه‌های حالت
در زبان‌های تصریفی، نشانه‌های حالت صرفاً نشانگر برخی ویژگی‌های دستوری و معنایی هستند و نمی‌توانند تمام ابعاد و کارکردهای یک حالت را به‌طور کامل پوشش دهند. در این زبان‌ها، نشانه‌های حالت در سه سطح بررسی می‌شوند: حالت صرفی، روابط دستوری و کارکردهای معنایی.
در زبان‌های تصریفی، نشانه‌های حالت نشان‌دهنده روابط اسم‌ها و صفت‌ها با هسته خود و فعل جمله هستند. این روابط شامل روابط دستوری (مانند فاعل، مفعول مستقیم و غیرمستقیم) و روابط معنایی (نقش و کارکرد معنایی حالت‌ها) می‌شوند. در زبان‌های تصریفی، یک نشانه حالت می‌تواند معانی و کارکردهای متعددی داشته باشد و برای هر کارکرد معنایی، یک حالت خاص وجود ندارد.
حالت‌ها به دو دسته اصلی (فاعلی، مفعولی، اضافی و برایی) و معنایی (دری، ازی و بایی) تقسیم می‌شوند. هر یک از این حالت‌ها می‌توانند نقش‌های معنایی متعددی را ایفا کنند. از جمله این نقش‌ها می‌توان به کنش‌پذیر، عامل، ابزار، تجربه‌گر، مکان، مقصد، پذیرنده، هدف، بهره‌ور، مالک و گستره اشاره کرد.
در زبان‌های تصریفی، ترتیب حالت‌ها معمولاً به این صورت است که اگر در ساختار زبانی یکی از حالت‌ها وجود داشته باشد، حداقل یک حالت از سمت چپ آن نیز در آن ساختار وجود دارد؛ به عنوان مثال، اگر حالت برایی در زبانی وجود داشته باشد، حالت‌های فاعلی، مفعولی و اضافی نیز در آن زبان وجود خواهند داشت.
مفهوم مجموعهٔ روابط نحوی-معنایی در زبان‌های باستانی نیز وجود داشته است؛ برای مثال، در دستور پانینی درباره زبان سانسکریت به این نکته اشاره شده است که نشانه‌های حالت برایی و مفعولی هر دو برای افعال حرکتی به کار می‌روند، اما اگر حرکت انتزاعی باشد، حالت برایی کاربرد ندارد.
در زبان اوستایی نیز می‌توان چنین روابط نحوی-معنایی را مشاهده کرد. در این زبان، حالت برایی می‌تواند نقش‌های معنایی متعددی را ایفا کند. زبان اوستایی دارای هشت حالت دستوری است که هر کدام نقش‌های معنایی متعددی دارند. ۱۰ نقش معنایی برای حالت برایی شناسایی شده است: پذیرنده، بهره‌ور، مکان، مقصد، هدف، گستره، شیوه، همراهی، عامل و نگرشی. همچنین نشان داده شده است که دیگر حالت‌های دستوری نیز می‌توانند برخی از این نقش‌های معنایی را ایفا کنند.

## در زبان فارسی و پارسی باستان
پارسی باستان دارای هشت حالت دستوری بوده است. بدین ترتیب: نهادی، مفعولی، وابستگی، ندایی، ازسویی، ابزاری، کنش‌گیری و مکانی. اما زبان فارسی امروز بیشتر از حروف اضافه برای نمایاندن حالت‌های گوناگون نحوی استفاده می‌کند، و این حالات در زبان فارسی از بین رفته‌اند.
در فارسی سه حالت دستوری دیده می‌شود: نهادی (یا فاعلی)، ندایی (یا آیی) و مفعولی (یا رایی). حالت نهادی بدون علامت است اما حالات ندایی و مفعولی به ترتیب از پسوندهای «ا (-آ)» و «را» استفاده می‌برند.
- نهادی: کتاب آنجاست / کتاب‌ها آنجایند

فعل شکل جمع نهاد بی‌جان می‌تواند به صورت مفرد بیاید، به ویژه در زبان گفتاری: کتاب‌ها اونجاست.
- ندایی: سعدیا مرد نکونام نمیرد هرگز
- مفعولی: کتاب را به من بده
- مالکیت با ساختار اضافه: کتابِ آرش

## حالت در زبان‌های هندواروپایی
زبان‌های هندواروپایی در اصل به شکل تاریخی دارای هشت حالت تصریفی بوده‌اند ولی زبان‌های امروزین هندواروپایی (از جمله فارسی) معمولاً بیشتر این حالت‌ها را کنار گذاشته‌اند و تعداد حالت‌ها در آن‌ها از هشت کم‌تر است. زبان‌های امروزی، بیشتر از حروف اضافه و جایگاه قرارگیری واژه در جمله برای نمایاندن نقش واژه‌ها در جمله استفاده می‌کنند.
هشت حالت (Case) تاریخی هندواروپایی از این قرارند:
- حالت نهادی (Nominative) کنندهٔ کار و نهاد جمله را نشان می‌دهد.
ما به بوستان رفتیم.
- حالت مفعولی (Accusative) که مفعول بی‌واسطه را نشان می‌دهد.
کتاب بیاور. (اسم جنس)
کتاب را بیاور. (اسم شناخته یا معرفه)
- حالت کنش‌گیری (Dative) که مفعول باواسطه را نشان می‌دهد.
شهریار به ما پول داد.
علی به مدرسه آمد.
من برای امتحان فردا نگرانم.
مردم بر ضحاک ستمگر شوریدند.
- حالت ازسویی (Ablative) که حرکت از سوی چیزی یا دلیل چیزی را نشان می‌دهد.
از خانه رفت.
از افسردگی رنج می‌برد.
- حالت وابستگی (Genetive) که نقش اضافه و شکل ملکی را نشان می‌دهد.
خانهٔ ما بزرگ است.
گل لاله زیباست.
- حالت ندایی (Vocative) که مخاطب جمله را نشان می‌دهد.
سعدیا مرد نکونام نمیرد هرگز
- حالت مکانی (Locative) که مکان را جمله نشان می‌دهد.
او در کرج زندگی می‌کند.
- حالت ابزاری (Instrumental) که ابزار انجام یک فعل را نشان می‌دهد.
او زمین را با جارو رُفت.
او با هواپیما سفر کرد.

که همان‌گونه که دیده شد حالت‌ها در پارسی باستان نیز دقیقاً همین هشت حالت هستند.
فهرست کامل تمامی حالت‌های دستوری یافته‌شده در زبان‌های جهان در این جدول گردآوری شده است:
بیشتر حالت‌های مکانی و متفرقه در این جدول مربوط به زبان‌های اورالی (فنلاندی و …) و مجاری است.